# World Darts Trophy 2006
De Bavaria World Darts Trophy 2006 was de 5e editie van het internationale dartstoernooi World Darts Trophy en werd gehouden van 2 september 2006 tot en met 10 september 2006 in de Vechtsebanen te Utrecht. Hoewel het toernooi georganiseerd werd door de BDO werden ook de 5 beste spelers van de PDC uitgenodigd. Dit jaar is het vrouwentoernooi vervangen door een jeugdtoernooi.

## Prijzengeld
Het totale prijzengeld bedroeg €172.000 (plus €20.000) en was als volgt verdeeld:
| Plaats        | Prijzengeld                       |
| ------------- | --------------------------------- |
| Winnaar       | €45.000                           |
| Runner-up     | €22.500                           |
| Halvefinalist | €11.250                           |
| Kwartfinalist | €6.000                            |
| 2e ronde      | €3.000                            |
| 1e ronde      | €2.000                            |
| 9-darter      | Reischeque ter waarde van €20.000 |

Degene met de hoogste check-out (uitgooi) kreeg €2.000:
- 170 - Michael van Gerwen €500
- 170 - Colin Lloyd €500
- 170 - Mervyn King €500
- 170 - Niels de Ruiter €500

## Alle wedstrijden

### Eerste ronde (best of 5 sets)
| Colin Lloyd            | 3 - 1 | Peter Manley          |
| (1) Gary Anderson      | 3 - 0 | Ted Hankey            |
| Brian Sørensen         | 0 - 3 | Phil Taylor           |
| (8) John Walton        | 3 - 2 | Shaun Greatbatch      |
| Ronnie Baxter          | 3 - 1 | Paul Hogan            |
| (5) Martin Atkins      | 3 - 0 | Paul Hanvidge         |
| Mike Veitch            | 3 - 0 | Dirk Hespeels         |
| (4) Tony Eccles        | 3 - 0 | Jelle Klaasen         |
| Dick van Dijk          | 1 - 3 | Tony O'Shea           |
| (2) Martin Adams       | 3 - 0 | Albertino Essers      |
| Göran Klemme           | 2 - 3 | Vincent van der Voort |
| (7) Niels de Ruiter    | 3 - 2 | Mareno Michels        |
| Gary Robson            | 1 - 3 | Simon Whitlock        |
| (6) Michael van Gerwen | 3 - 2 | Raymond van Barneveld |
| Co Stompé              | 0 - 3 | Darryl Fitton         |
| (3) Mervyn King        | 3 - 2 | Tony Martin           |

### Tweede ronde (best of 7 sets)
| Colin Lloyd           | 4 - 2 | Gary Anderson (1)      |
| Phil Taylor           | 4 - 1 | John Walton (8)        |
| Ronnie Baxter         | 4 - 0 | Martin Atkins (5)      |
| Mike Veitch           | 4 - 1 | Tony Eccles (4)        |
| Tony O'Shea           | 3 - 4 | Martin Adams (2)       |
| Vincent van der Voort | 1 - 4 | Niels de Ruiter (7)    |
| Simon Whitlock        | 3 - 4 | Michael van Gerwen (6) |
| Darryl Fitton         | 1 - 4 | Mervyn King (3)        |

### Kwartfinale (best of 9 sets)
| Colin Lloyd            | 1 - 5 | Phil Taylor         |
| Ronnie Baxter          | 5 - 3 | Mike Veitch         |
| (2) Martin Adams       | 5 - 0 | Niels de Ruiter (7) |
| (6) Michael van Gerwen | 5 - 4 | Mervyn King (3)     |

### Halve finale (best of 11 sets)
| Phil Taylor      | 6 - 0 | Ronnie Baxter          |
| (2) Martin Adams | 6 - 4 | Michael van Gerwen (6) |

### Finale (best of 13 sets)
| Phil Taylor | 7 - 2 | Martin Adams (2) |

## Jeugd

### Kwartfinale (best of 7 legs)
| Sven van Dun   | 4 - 1 | Vladimir Andersen |
| Pieter Collijn | 3 - 4 | Richie George     |
| Ron Meulenkamp | 4 - 2 | Oskar Lukasiak    |
| Jan Dekker     | 4 - 2 | Jeffrey Vanbergen |

### Halve finale (best of 9 legs)
| Sven van Dun   | 5 - 2 | Richie George |
| Ron Meulenkamp | 5 - 0 | Jan Dekker    |

### Finale (best of 11 legs)
| Sven van Dun | 1 - 6 | Ron Meulenkamp |

2002 ·
2003 ·
2004 ·
2005 ·
2006 ·
2007